# Список астероїдів (237301—237400)
| Назва               | Тимчасове позначення | Дата відкриття    | Місце відкриття             | Відкривач                                              |
| ------------------- | -------------------- | ----------------- | --------------------------- | ------------------------------------------------------ |
| (237301) 2008 YZ43  | 2008 YZ43            | 29 грудня 2008    | Обсерваторія Кітт-Пік       | Spacewatch                                             |
| (237302) 2008 YA59  | 2008 YA59            | 30 грудня 2008    | Обсерваторія Кітт-Пік       | Spacewatch                                             |
| (237303) 2008 YV59  | 2008 YV59            | 30 грудня 2008    | Обсерваторія Кітт-Пік       | Spacewatch                                             |
| (237304) 2008 YP77  | 2008 YP77            | 30 грудня 2008    | Обсерваторія Маунт-Леммон   | Обсерваторія Маунт-Леммон                              |
| (237305) 2008 YT88  | 2008 YT88            | 29 грудня 2008    | Обсерваторія Кітт-Пік       | Spacewatch                                             |
| (237306) 2008 YH89  | 2008 YH89            | 29 грудня 2008    | Обсерваторія Кітт-Пік       | Spacewatch                                             |
| (237307) 2008 YQ90  | 2008 YQ90            | 29 грудня 2008    | Обсерваторія Кітт-Пік       | Spacewatch                                             |
| (237308) 2008 YZ90  | 2008 YZ90            | 29 грудня 2008    | Обсерваторія Кітт-Пік       | Spacewatch                                             |
| (237309) 2008 YT99  | 2008 YT99            | 29 грудня 2008    | Обсерваторія Кітт-Пік       | Spacewatch                                             |
| (237310) 2008 YJ110 | 2008 YJ110           | 30 грудня 2008    | Обсерваторія Маунт-Леммон   | Обсерваторія Маунт-Леммон                              |
| (237311) 2008 YV121 | 2008 YV121           | 30 грудня 2008    | Обсерваторія Кітт-Пік       | Spacewatch                                             |
| (237312) 2008 YT133 | 2008 YT133           | 30 грудня 2008    | Обсерваторія Кітт-Пік       | Spacewatch                                             |
| (237313) 2008 YE161 | 2008 YE161           | 29 грудня 2008    | Обсерваторія Маунт-Леммон   | Обсерваторія Маунт-Леммон                              |
| (237314) 2008 YP162 | 2008 YP162           | 22 грудня 2008    | Обсерваторія Кітт-Пік       | Spacewatch                                             |
| (237315) 2009 AZ14  | 2009 AZ14            | 2 січня 2009      | Обсерваторія Маунт-Леммон   | Обсерваторія Маунт-Леммон                              |
| (237316) 2009 AK30  | 2009 AK30            | 15 січня 2009     | Обсерваторія Кітт-Пік       | Spacewatch                                             |
| (237317) 2009 AH34  | 2009 AH34            | 15 січня 2009     | Обсерваторія Кітт-Пік       | Spacewatch                                             |
| (237318) 2009 AZ42  | 2009 AZ42            | 3 січня 2009      | Обсерваторія Маунт-Леммон   | Обсерваторія Маунт-Леммон                              |
| (237319) 2009 BT17  | 2009 BT17            | 16 січня 2009     | Обсерваторія Маунт-Леммон   | Обсерваторія Маунт-Леммон                              |
| (237320) 2009 BX36  | 2009 BX36            | 16 січня 2009     | Обсерваторія Маунт-Леммон   | Обсерваторія Маунт-Леммон                              |
| (237321) 2009 BM54  | 2009 BM54            | 16 січня 2009     | Обсерваторія Маунт-Леммон   | Обсерваторія Маунт-Леммон                              |
| (237322) 2009 BV85  | 2009 BV85            | 25 січня 2009     | Обсерваторія Кітт-Пік       | Spacewatch                                             |
| (237323) 2009 BP88  | 2009 BP88            | 25 січня 2009     | Обсерваторія Кітт-Пік       | Spacewatch                                             |
| (237324) 2009 BM97  | 2009 BM97            | 25 січня 2009     | Каталінський огляд          | Каталінський огляд                                     |
| (237325) 2009 BO115 | 2009 BO115           | 29 січня 2009     | Обсерваторія Кітт-Пік       | Spacewatch                                             |
| (237326) 2009 BF161 | 2009 BF161           | 31 січня 2009     | Обсерваторія Маунт-Леммон   | Обсерваторія Маунт-Леммон                              |
| (237327) 2009 BE172 | 2009 BE172           | 18 січня 2009     | Обсерваторія Кітт-Пік       | Spacewatch                                             |
| (237328) 2009 CA1   | 2009 CA1             | 1 лютого 2009     | Сокорро (Нью-Мексико)       | LINEAR                                                 |
| (237329) 2009 CA4   | 2009 CA4             | 4 лютого 2009     | Обсерваторія Вільдберг      | Рольф Апіцш                                            |
| (237330) 2009 CT48  | 2009 CT48            | 14 лютого 2009    | Обсерваторія Маунт-Леммон   | Обсерваторія Маунт-Леммон                              |
| (237331) 2009 FB24  | 2009 FB24            | 19 березня 2009   | Обсерваторія Ла-Саґра       | Обсерваторія Мальорки                                  |
| (237332) 2009 UN87  | 2009 UN87            | 24 жовтня 2009    | Каталінський огляд          | Каталінський огляд                                     |
| (237333) 2009 UN130 | 2009 UN130           | 24 жовтня 2009    | Каталінський огляд          | Каталінський огляд                                     |
| (237334) 2009 UG153 | 2009 UG153           | 26 жовтня 2009    | Обсерваторія Кітт-Пік       | Spacewatch                                             |
| (237335) 2009 VZ7   | 2009 VZ7             | 8 листопада 2009  | Каталінський огляд          | Каталінський огляд                                     |
| (237336) 2009 WC25  | 2009 WC25            | 21 листопада 2009 | Обсерваторія RAS            | Обсерваторія RAS                                       |
| (237337) 2009 WK60  | 2009 WK60            | 16 листопада 2009 | Обсерваторія Кітт-Пік       | Spacewatch                                             |
| (237338) 2009 WS60  | 2009 WS60            | 16 листопада 2009 | Обсерваторія Маунт-Леммон   | Обсерваторія Маунт-Леммон                              |
| (237339) 2009 WN162 | 2009 WN162           | 21 листопада 2009 | Обсерваторія Кітт-Пік       | Spacewatch                                             |
| (237340) 2009 WK258 | 2009 WK258           | 27 листопада 2009 | Обсерваторія Маунт-Леммон   | Обсерваторія Маунт-Леммон                              |
| (237341) 2009 WD263 | 2009 WD263           | 25 листопада 2009 | Обсерваторія Кітт-Пік       | Spacewatch                                             |
| (237342) 2009 XM23  | 2009 XM23            | 10 грудня 2009    | Сокорро (Нью-Мексико)       | LINEAR                                                 |
| (237343) 2009 YJ15  | 2009 YJ15            | 18 грудня 2009    | Обсерваторія Кітт-Пік       | Spacewatch                                             |
| (237344) 2010 AY23  | 2010 AY23            | 6 січня 2010      | Обсерваторія Кітт-Пік       | Spacewatch                                             |
| (237345) 2010 AM37  | 2010 AM37            | 7 січня 2010      | Обсерваторія Кітт-Пік       | Spacewatch                                             |
| (237346) 2010 AV38  | 2010 AV38            | 8 січня 2010      | Обсерваторія Кітт-Пік       | Spacewatch                                             |
| (237347) 2010 AK76  | 2010 AK76            | 15 січня 2010     | Сокорро (Нью-Мексико)       | LINEAR                                                 |
| (237348) 2010 AV79  | 2010 AV79            | 15 січня 2010     | Обсерваторія Кітт-Пік       | Spacewatch                                             |
| (237349) 2010 CM12  | 2010 CM12            | 12 лютого 2010    | Обсерваторія RAS            | Обсерваторія RAS                                       |
| (237350) 2010 CZ146 | 2010 CZ146           | 13 лютого 2010    | Обсерваторія Кітт-Пік       | Spacewatch                                             |
| (237351) 2235 P-L   | 2235 P-L             | 24 вересня 1960   | Паломарська обсерваторія    | К. Й. ван Гаутен, І. ван Гаутен-Ґроневельд, Т. Герельс |
| (237352) 4307 P-L   | 4307 P-L             | 24 вересня 1960   | Паломарська обсерваторія    | К. Й. ван Гаутен, І. ван Гаутен-Ґроневельд, Т. Герельс |
| (237353) 1207 T-2   | 1207 T-2             | 29 вересня 1973   | Паломарська обсерваторія    | К. Й. ван Гаутен, І. ван Гаутен-Ґроневельд, Т. Герельс |
| (237354) 1711 T-2   | 1711 T-2             | 29 вересня 1973   | Паломарська обсерваторія    | К. Й. ван Гаутен, І. ван Гаутен-Ґроневельд, Т. Герельс |
| (237355) 2296 T-2   | 2296 T-2             | 29 вересня 1973   | Паломарська обсерваторія    | К. Й. ван Гаутен, І. ван Гаутен-Ґроневельд, Т. Герельс |
| (237356) 3103 T-2   | 3103 T-2             | 30 вересня 1973   | Паломарська обсерваторія    | К. Й. ван Гаутен, І. ван Гаутен-Ґроневельд, Т. Герельс |
| (237357) 2059 T-3   | 2059 T-3             | 16 жовтня 1977    | Паломарська обсерваторія    | К. Й. ван Гаутен, І. ван Гаутен-Ґроневельд, Т. Герельс |
| (237358) 3206 T-3   | 3206 T-3             | 16 жовтня 1977    | Паломарська обсерваторія    | К. Й. ван Гаутен, І. ван Гаутен-Ґроневельд, Т. Герельс |
| (237359) 3774 T-3   | 3774 T-3             | 16 жовтня 1977    | Паломарська обсерваторія    | К. Й. ван Гаутен, І. ван Гаутен-Ґроневельд, Т. Герельс |
| (237360) 4539 T-3   | 4539 T-3             | 16 жовтня 1977    | Паломарська обсерваторія    | К. Й. ван Гаутен, І. ван Гаутен-Ґроневельд, Т. Герельс |
| (237361) 1981 EE48  | 1981 EE48            | 6 березня 1981    | Обсерваторія Сайдинг-Спрінг | Ш. Дж. Бас                                             |
| (237362) 1993 FY31  | 1993 FY31            | 19 березня 1993   | Обсерваторія Ла-Сілья       | UESAC                                                  |
| (237363) 1993 HV4   | 1993 HV4             | 22 квітня 1993    | Обсерваторія Кітт-Пік       | Spacewatch                                             |
| (237364) 1993 TW22  | 1993 TW22            | 9 жовтня 1993     | Обсерваторія Ла-Сілья       | Ерік Вальтер Ельст                                     |
| (237365) 1994 EA5   | 1994 EA5             | 6 березня 1994    | Обсерваторія Кітт-Пік       | Spacewatch                                             |
| (237366) 1994 PJ14  | 1994 PJ14            | 10 серпня 1994    | Обсерваторія Ла-Сілья       | Ерік Вальтер Ельст                                     |
| (237367) 1994 PY35  | 1994 PY35            | 10 серпня 1994    | Обсерваторія Ла-Сілья       | Ерік Вальтер Ельст                                     |
| (237368) 1994 UA7   | 1994 UA7             | 28 жовтня 1994    | Обсерваторія Кітт-Пік       | Spacewatch                                             |
| (237369) 1994 WG7   | 1994 WG7             | 28 листопада 1994 | Обсерваторія Кітт-Пік       | Spacewatch                                             |
| (237370) 1994 WN8   | 1994 WN8             | 28 листопада 1994 | Обсерваторія Кітт-Пік       | Spacewatch                                             |
| (237371) 1995 DG8   | 1995 DG8             | 24 лютого 1995    | Обсерваторія Кітт-Пік       | Spacewatch                                             |
| (237372) 1995 OV11  | 1995 OV11            | 27 липня 1995     | Обсерваторія Кітт-Пік       | Spacewatch                                             |
| (237373) 1995 QE8   | 1995 QE8             | 25 серпня 1995    | Обсерваторія Кітт-Пік       | Spacewatch                                             |
| (237374) 1995 SV7   | 1995 SV7             | 17 вересня 1995   | Обсерваторія Кітт-Пік       | Spacewatch                                             |
| (237375) 1995 SM16  | 1995 SM16            | 18 вересня 1995   | Обсерваторія Кітт-Пік       | Spacewatch                                             |
| (237376) 1995 SW50  | 1995 SW50            | 26 вересня 1995   | Обсерваторія Кітт-Пік       | Spacewatch                                             |
| (237377) 1995 SZ63  | 1995 SZ63            | 26 вересня 1995   | Обсерваторія Кітт-Пік       | Spacewatch                                             |
| (237378) 1995 SA82  | 1995 SA82            | 22 вересня 1995   | Обсерваторія Кітт-Пік       | Spacewatch                                             |
| (237379) 1995 US67  | 1995 US67            | 18 жовтня 1995    | Обсерваторія Кітт-Пік       | Spacewatch                                             |
| (237380) 1995 VB5   | 1995 VB5             | 14 листопада 1995 | Обсерваторія Кітт-Пік       | Spacewatch                                             |
| (237381) 1995 VF9   | 1995 VF9             | 14 листопада 1995 | Обсерваторія Кітт-Пік       | Spacewatch                                             |
| (237382) 1995 VV18  | 1995 VV18            | 14 листопада 1995 | Станція Сінлун              | SCAP                                                   |
| (237383) 1996 AF10  | 1996 AF10            | 13 січня 1996     | Обсерваторія Кітт-Пік       | Spacewatch                                             |
| (237384) 1996 CX    | 1996 CX              | 7 лютого 1996     | Станція Сінлун              | SCAP                                                   |
| (237385) 1996 EV15  | 1996 EV15            | 13 березня 1996   | Обсерваторія Кітт-Пік       | Spacewatch                                             |
| (237386) 1996 HW5   | 1996 HW5             | 17 квітня 1996    | Обсерваторія Кітт-Пік       | Spacewatch                                             |
| (237387) 1996 PM1   | 1996 PM1             | 1 серпня 1996     | Обсерваторія Галеакала      | AMOS                                                   |
| (237388) 1996 TL    | 1996 TL              | 3 жовтня 1996     | Прескоттська обсерваторія   | Пол Комба                                              |
| (237389) 1996 VE20  | 1996 VE20            | 8 листопада 1996  | Обсерваторія Кітт-Пік       | Spacewatch                                             |
| (237390) 1996 XP20  | 1996 XP20            | 5 грудня 1996     | Обсерваторія Кітт-Пік       | Spacewatch                                             |
| (237391) 1997 AX10  | 1997 AX10            | 9 січня 1997      | Обсерваторія Кітт-Пік       | Spacewatch                                             |
| (237392) 1997 JH4   | 1997 JH4             | 1 травня 1997     | Сокорро (Нью-Мексико)       | LINEAR                                                 |
| (237393) 1997 LG    | 1997 LG              | 1 червня 1997     | Обсерваторія Кітт-Пік       | Spacewatch                                             |
| (237394) 1997 SZ13  | 1997 SZ13            | 28 вересня 1997   | Обсерваторія Кітт-Пік       | Spacewatch                                             |
| (237395) 1997 SD22  | 1997 SD22            | 27 вересня 1997   | Обсерваторія Кітт-Пік       | Spacewatch                                             |
| (237396) 1997 SW23  | 1997 SW23            | 29 вересня 1997   | Обсерваторія Кітт-Пік       | Spacewatch                                             |
| (237397) 1998 AQ9   | 1998 AQ9             | 6 січня 1998      | Станція Андерсон-Меса       | Марк Буї                                               |
| (237398) 1998 BZ42  | 1998 BZ42            | 22 січня 1998     | Обсерваторія Кітт-Пік       | Spacewatch                                             |
| (237399) 1998 HR118 | 1998 HR118           | 23 квітня 1998    | Сокорро (Нью-Мексико)       | LINEAR                                                 |
| (237400) 1998 MT1   | 1998 MT1             | 16 червня 1998    | Обсерваторія Кітт-Пік       | Spacewatch                                             |